# Phidippe
Dans la mythologie grecque, Phidippe ou Phidippos (en grec ancien Φείδιππός, Pheidippos, signifiant « qui ménage (Φείδϖ) les chevaux (ιππός) »), fils de Thessalos (donc petit-fils d'Héraclès), le roi de l'île de Cos, est l'un des deux chefs argiens, avec son frère Antiphos, à rallier depuis le Dodécanèse l'armée d'Agamemnon.
Il est cité dans le Catalogue des vaisseaux, avec Antiphos, pour diriger trente nefs de guerriers venus « de Nissyre, Carpathe, Casse, Cos et des îles Calydnes ». Dans la tradition cyclique, Phidippe s'établit avec ses compagnons de Cos dans l'île d'Andros lors du retour de Troie.